# Municipio de Sotenäs
Sotenäs (en sueco: Sotenäs kommun) es un municipio en la provincia de Västra Götaland, al suroeste de Suecia. Su sede se encuentra en la localidad de Kungshamn. El municipio se creó en 1974 cuando los antiguos municipios de Smögen, Södra Sotenäs y Tossene se fusionaron.

## Localidades

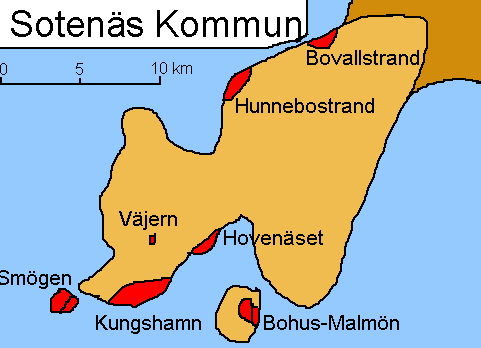
Localidades

Hay 5 áreas urbanas (tätort) en el municipio:
| # | Tätort        | Población |
| - | ------------- | --------- |
| 1 | Kungshamn     | 3653      |
| 2 | Hunnebostrand | 2010      |
| 3 | Smögen        | 1280      |
| 4 | Bovallstrand  | 437       |
| 5 | Malmön        | 264       |